# Årø Sund
 For alternative betydninger, se Årøsund. (Se også artikler, som begynder med Årøsund)
Årø Sund (ofte skrevet sammen som bynavnet) er et snævert sund i Lillebælt, der ligger mellem byen Årøsund i Sønderjylland og øen Årø, lidt syd for Haderslev Fjords udmunding. Det er mellem 500 meter og 1 km bredt og har en dybde på op til 25 m. 
Foruden færgefarten mellem Årøsund og Årø har der siden middelalderen og frem til 1972 været færgefart mellem Årøsund og Assens på Fyn. Kong Valdemars jordebog beretter i 1231 om kongens overhøjhed over færgefarten mellem Aarøsund og Assens, og det kongelige postvæsen besluttede i 1640, at Assens-Aarøsund-færgen – frem for Middelfart-Snoghøj-færgen – skulle være en del af datidens vigtigste postrute mellem København-Hamborg.
55°15′13″N 9°43′25″Ø / 55.25361°N 9.72361°Ø